# Stactobiella risi
Stactobiella risi är en nattsländeart som först beskrevs av Felber 1908.  Stactobiella risi ingår i släktet Stactobiella och familjen smånattsländor. Enligt den finländska rödlistan är arten sårbar i Finland. Arten är reproducerande i Sverige. Artens livsmiljö är forsar. Inga underarter finns listade i Catalogue of Life.